# ビンファスト・VF e34
VinFast VF e34は、ビンファストが製造・販売するクロスオーバーSUV型の乗用車である。

## 概要
2021年1月の後半に、ビンファストは、異なるサイズの3種類のクロスオーバーSUV型の電気自動車を発表した 。VF e34と呼ばれるもっとも小さなサブコンパクトモデルは、細くて高いボディと丸みを帯びたシルエットで特徴的なプロポーションを維持している。
フロントは、昼間走行用の上部LEDレンズとロードライト付きの下部LEDレンズで構成される上下2段のヘッドランプを持つ特徴的なデザインとなっている。内装は均一な暗い色に保たれており、中央コンソールにはeSIM内蔵のマルチメディアシステムを制御するための垂直のタッチスクリーンディスプレイが設置されている。以前のビンファスト生産車であるLUX A2.0およびLUX SA2.0モデルとは異なり、自社開発のプラットフォームに基づいて開発された。
VF e34はベトナム国内市場で販売され、2021年3月24日から受注を開始し、同年11月からの納入を予定している。
車の価格は6億9,000万ドン（約30,000米ドル）で、10年間の保証が付いているが、2021年6月30日までに事前オーダーを行った顧客へのインセンティブとして、ビンファストは5億9,000万ドン（約25,600米ドル）の価格と、12か月間の無料バッテリーサブスクリプションを提供している。この車には、月額145万ドンで、月間最大走行距離1,400 kmまでのバッテリーレンタルサービスが付属しており、充電容量が70％を下回った場合、ビンファストはVF e34のリチウムイオンバッテリーパックを交換する。
VF e34は、搭載された42 kWhのバッテリーにより、1回の充電で300 km走行できる。前輪駆動のVF e34は、110kW / 242Nmの電気モーターで駆動され、サスペンションは、前部がマクファーソンストラット式、後部がトーションビーム式となっている。また、リモートソフトウェアの更新、車両の問題の診断と警告、リモートカスタマーサポート、旅程の計画、充電ステーションのロケーションガイドなどの高度な機能も付属している。
ビンファストによると、ベトナムでVF e34が発売されてから6か月後の2021年の時点で、25,000人の顧客がVFe34を注文している。
2022年10月15日、 側面衝突センサーの点検・交換のため、730台をリコールすると発表。